# DeSoto (automóvil)
El DeSoto —a veces De Soto— fue una marca de automóviles de Estados Unidos, fabricada y vendida por Chrysler Corporation de 1928 a 1960. El logo de DeSoto era una versión estilizada de Hernando de Soto. El DeSoto fue oficialmente cerrado el 30 de noviembre de 1960, con más de 2 millones de vehículos construidos desde 1928.

## Historia

### 1929 - 1942
La marca DeSoto fue fundada por Walter Chrysler el 4 de agosto de 1928, y se introdujo para el modelo 1929. Recibió su nombre por el explorador español Hernando de Soto. Chrysler quería introducir la marca para competir con sus archirrivales General Motors, Studebaker y Willys-Knight, en la clase de precio medio.

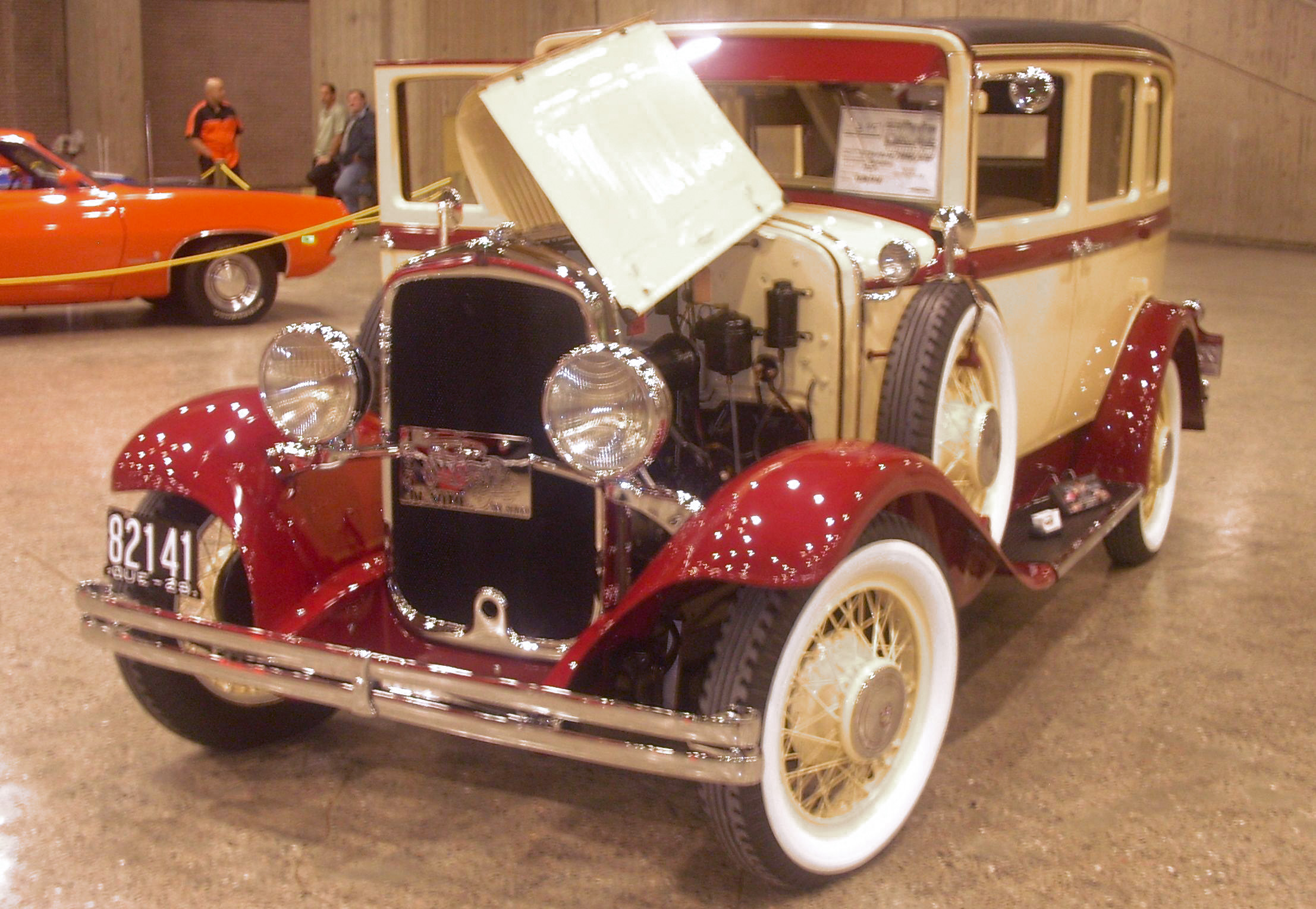
DeSoto de 1929, su primer modelo.

Poco después de que se introdujo DeSoto, sin embargo, Chrysler completó la compra de Dodge Brothers, dando a la compañía dos marcas de precio medio. Habiendo completado la transferencia antes, DeSoto probablemente nunca hubiera sido introducida.
Inicialmente, la estrategia de dos marcas tuvo un éxito relativo, con un precio de los modelos DeSoto por debajo de los de Dodge. A pesar de los tiempos económicos, las ventas de DeSoto fueron relativamente buenas, superando a Dodge en alrededor de 25.000 unidades en 1932. Sin embargo, en 1933, Chrysler invirtió las posiciones de mercado de las dos marcas con la esperanza de aumentar las ventas de Dodge. Al elevar DeSoto, recibió los cuerpos del Chrysler Airflow de 1934. Pero, como el DeSoto tenía una menor distancia entre ejes, el diseño fue un desastre y no fue popular entre los consumidores. A diferencia de Chrysler, que en la práctica todavía tenía los modelos tradicionales, DeSoto fue obstaculizado por el diseño del Airflow hasta que llegó el Airstream 1935.
Aparte de sus modelos Airstream, el modelo de 1942 fue probablemente el segundo más memorable de los años anteriores a la guerra, cuando los autos eran equipados con poderosos faros emergentes, la primera vez en la producción en masa de vehículos en América del Norte.

### 1946–1960

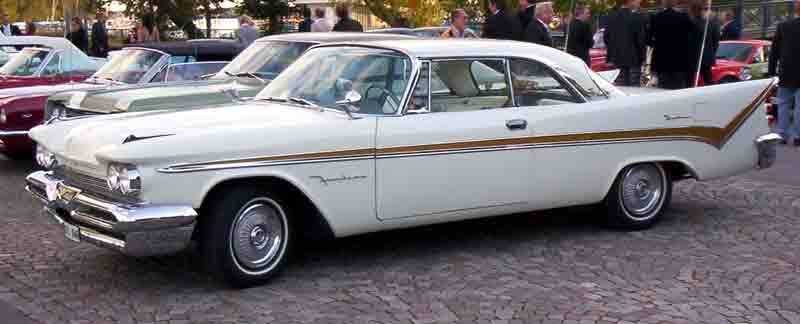
De Soto Firedome Sportsman de 1959.

Con las restricciones de guerra la producción de automóviles se terminó. De Soto regresó a la producción de automóviles civiles con los modelos 1942 y 1946, pero sin la característica oculta-faro, y con guardabarros que se extienden en las puertas, al igual que otros productos de Chrysler del período inmediato de posguerra.
Hasta 1952, De Soto utilizó las designaciones Deluxe y Custom —en español «De Lujo» y «Personalizado»—. En 1952, el DeSoto añadió el Firedome con su motor Hemi 276-cid. Sin embargo, en 1953, De Soto dejó de utilizar los nombres Deluxe y Custom y designó a sus vehículos seis cilindros como «Powermaster» mientras el motor V8 sigue siendo «Firedome».
En su apogeo, los modelos más populares de DeSoto incluyeron Firesweep, Firedome y Fireflite.
El DeSoto Adventurer, introducido para 1956 como cupé de alto rendimiento, similar al Chrysler 300, se volvió un modelo de rango completo en 1960.

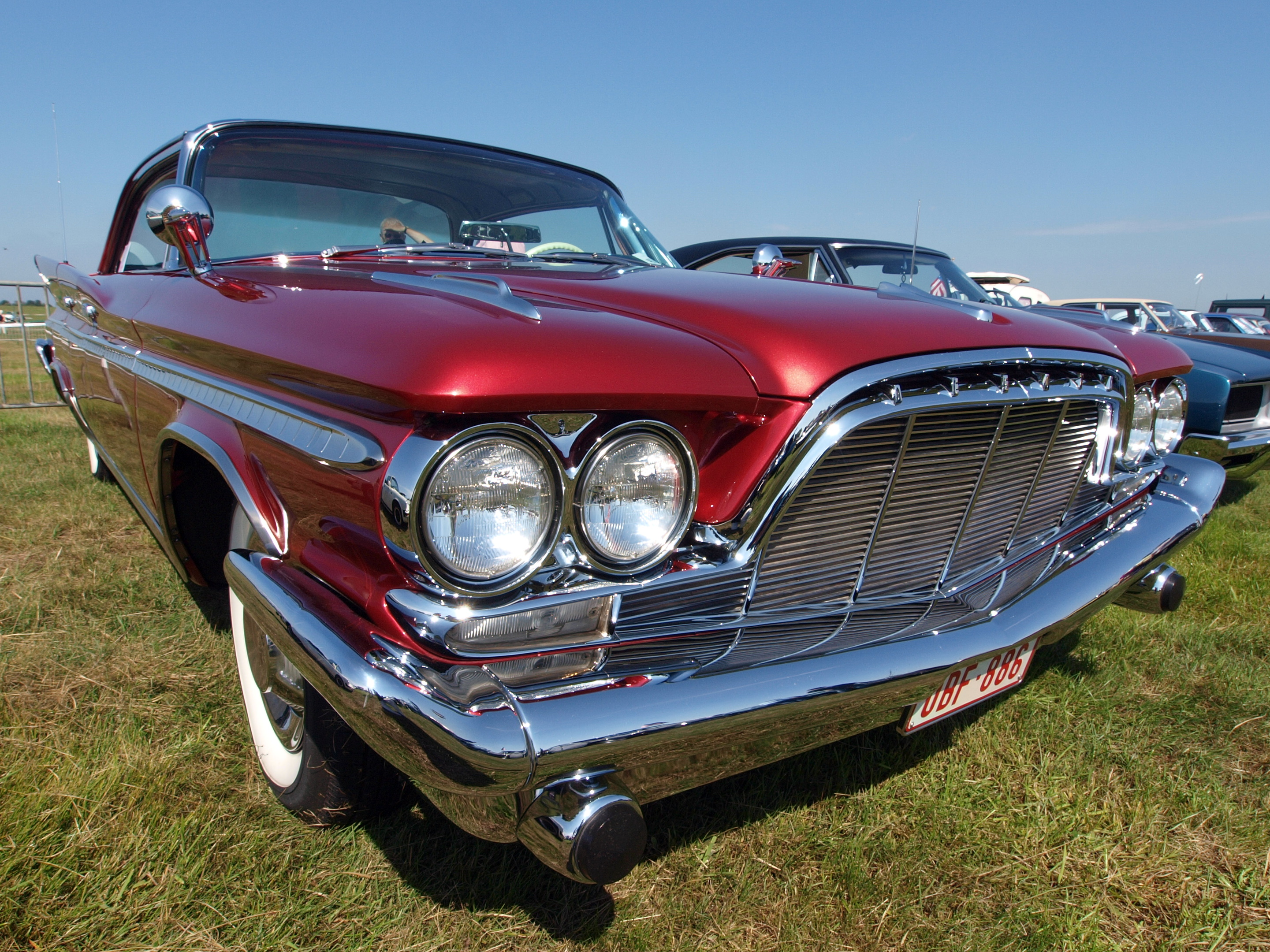
De Soto Adventurer de 1960.

En 1955, junto con todos los modelos de Chrysler, los De Sotos fueron rediseñados con el «aspecto avanzado» de Virgil Exner. DeSoto se vendió bien durante 1956. Para la actualización, Exner le dio al DeSoto aletas de cola equipadas con luces traseras triples y los consumidores respondieron comprando un número récord. Ese año, por primera y única vez en la historia del mercado, fue utilizado como Pace Car en las 500 millas de Indianápolis.

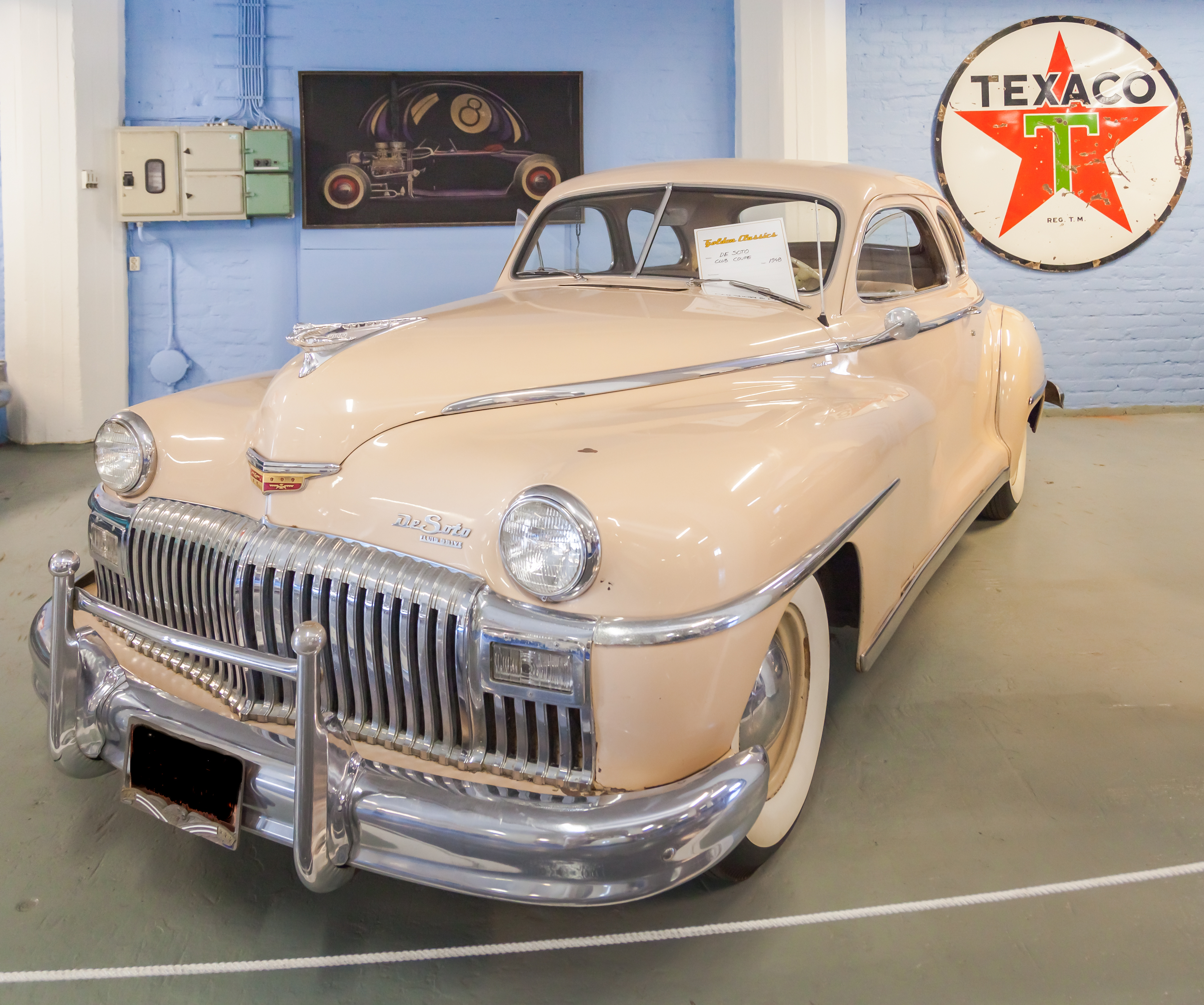
De Soto Club Coupe de 1948.

El 1957 tuvo un diseño bien integrado, con dos variantes: el cuerpo más pequeño del Firesweep fue colocado en la distancia entre ejes del chasis del Dodge 122 con guardabarros delanteros de Dodge, y Firedome y Fireflite (y su submodelo el Adventurer) se basaron en la distancia mayor de 126" del chasis compartido con Chrysler. Como era tradicional en la época, los años siguientes los modelos del año se mantuvieron dentro de la configuración típica pero distinguidos por modificaciones de bajo costo, por lo general aumentando el volumen de paragolpes y rejillas, cambios en las luces traseras, opciones de color, la instrumentación y cambios de diseño de interiores.
La crisis económica 1958 perjudicó las ventas de marcas de precio medio, y las ventas de DeSoto cayeron un 60% en relación con las de 1957 en lo que sería el peor año de DeSoto desde 1938. Las ventas continuaron cayendo durante 1959 y 1960 (un 40% de las ya bajas cifras de 1959), y comenzaron a circular los rumores de que DeSoto iba a ser discontinuado.

### 1961
En 1960 se introdujo el DeSoto 1961. Se extendieron los rumores de que Chrysler se inclinaba por terminar la marca, impulsada por una reducción en la oferta de modelos de 1960. La introducción del Chrysler Newport, una marca con más atractivo para el mercado de lujo, aceleró la decisión de terminar la producción de DeSoto, que era muy similar en tamaño, estilo, precio y características estándar.
Para 1961, DeSoto perdió sus designaciones de serie por completo, algo similar al movimiento final de Packard. Y, como el Packard final, el DeSoto final tuvo un diseño de mérito cuestionable. Una vez más, basado en el Chrysler Windsor de distancia entre ejes más corta, el DeSoto tuvo una rejilla de dos niveles (cada nivel con una textura diferente) y luces traseras rediseñadas. Solo se ofreció en versión techo duro de dos puertas y techo duro de cuatro puertas. El aspecto exterior fue similar al Fireflite de 1960.
La decisión final de interrumpir DeSoto se anunció el 30 de noviembre de 1960, solo cuarenta y siete días después de introducir el modelo 1961. En ese momento, los almacenes de Chrysler contenía varios millones de dólares en 1961 en partes de DeSoto, por lo que la compañía impulsó su producción con el fin de acabar con las reservas. Los concesionarios de Chrysler y Plymouth, que se habían visto obligados a tomar posesión de DeSotos bajo los términos de sus acuerdos de franquicia, no recibieron ninguna compensación de Chrysler por sus DeSotos sin vender en el momento del anuncio oficial. Para empeorar las cosas, Chrysler mantenía el envío de coches durante diciembre, muchos de los cuales se vendieron a pérdida por los comerciantes deseosos de deshacerse de ellos. Después de que el stock de piezas se agotó, se llenaron algunas órdenes pendientes de los clientes del Chrysler Windsor.

## Factores de cierre
A pesar de ser un éxito de precio medio para la línea de Chrysler durante la mayor parte de su existencia, la falla de DeSoto se debió a una combinación de errores de las empresas y a factores externos que escaparon al control de Chrysler. La marca Chrysler, esencialmente pasó de ser un fabricante de automóviles de lujo a un fabricante de automóviles de precio medio, cuando lanzó la marca Imperial en 1954 para el modelo de 1955. La adquisición en 1987 de American Motors por Chrysler causó que esta cambiase el nombre AMC como Eagle para el modelo de 1988, llenando así el vacío dejado por De Soto, solo para que Chrysler lo discontinúe en 1998 antes de la formación de Daimler Chrysler de ese año. La escisión de DaimlerChrysler ocurrió en 2007. La mayoría de los modelos de DeSoto se fusionaron en la nueva Chrysler Newport en 1961.

### Recesión

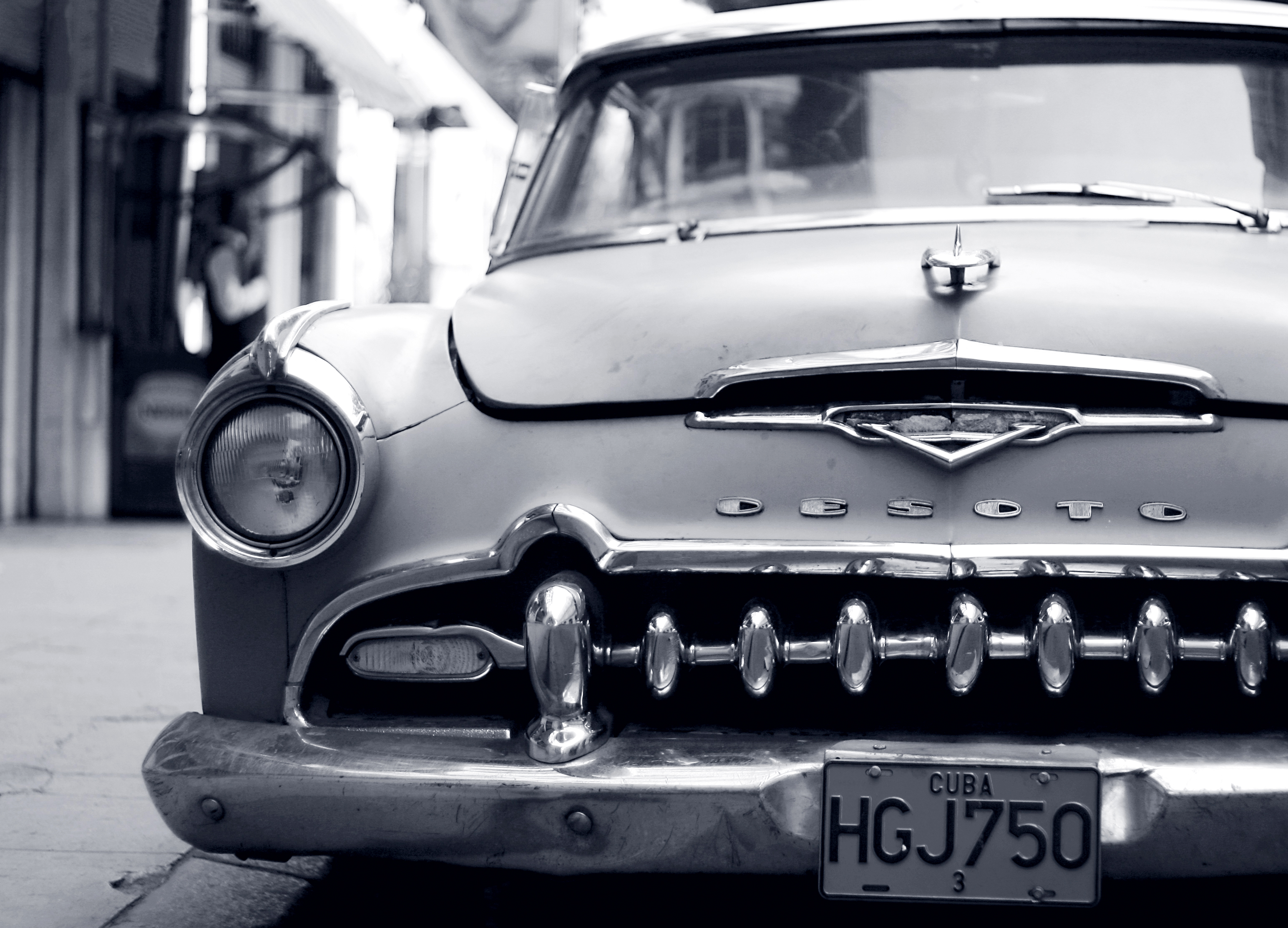
DeSoto de 1955 en Cuba.

La recesión de 1958, que afectó seriamente la demanda de automóviles de precio medio, golpeó gravemente las ventas de DeSoto, que no pudieron recuperarse en 1959 y 1960. Siendo además los modelos de esos años muy similares a los Chrysler de la época, los rumores de que DeSoto sería descontinuado comenzaron a circular.

### Red de distribuidores
La red de distribuidores de Chrysler también tuvo un efecto sobre la terminación de DeSoto. Después de la Segunda Guerra Mundial, Chrysler tuvo un gran número de distribuidores que operaban con dos o más marcas de Chrysler, siendo DeSoto-Plymouth y Chrysler-Plymouth las más comunes. Sin embargo, como Chrysler intentó que los concesionarios vendieran solo Plymouth, los distribuidores existentes por lo general optaron por vender mayor volumen de Plymouth en detrimento de DeSoto que se vendía lentamente, dejando a la marca con una red de distribución débil y menos puntos de venta de sus coches. Además, la División DeSoto falló en adaptarse a las tendencias cambiantes del mercado mediante la introducción de un nuevo modelo de auto compacto en 1960 como sus contrapartes de GM y Ford, así como sus propios hermanos Dodge y Plymouth, acelerando su desaparición.

### DeSoto camiones
Chrysler Corporation introdujo la marca DeSoto de camiones en 1937 para proporcionar un mayor número de puntos de venta en el extranjero para el Dodge de fabricación estadounidense y vehículos comerciales Fargo. La marca insignia de DeSoto fue diseñado de forma esporádica en camionetas Dodge manufacturados en Argentina, Australia, España, Turquía y el Reino Unido. Chrysler puso fin a sus operaciones de camiones en los mercados internacionales para la marca De Soto a mediados de los 60. Sin embargo, tanto el DeSoto y marcas Fargo seguían utilizándose en camiones hechos por Askam en Turquía. En 1978, Chrysler vendió su participación en la empresa Askam a sus socios turcos.

## Modelos
- DeSoto Serie K-SA (1929–1932)
- Desoto Serie SC-SD (1933–1934)
- DeSoto Airflow (1934–1936)
- DeSoto Airstream (1935–1936)
- DeSoto Serie S (1937–1942) (S-1 a S-10, excepto Airstream y Airflow)
- DeSoto Adventurer (1956–1960)
- DeSoto Custom (1946–1952)
- DeSoto Diplomat (Export)
- DeSoto Deluxe (1946–1952)
- DeSoto Firedome (1952–1959)
- DeSoto Powermaster (1953–1954)
- DeSoto Fireflite (1955–1960)
- DeSoto Firesweep (1957–1959)